# Sigmodon alstoni
Sigmodon alstoni, rata del algodón, es una especie de roedor de Sud América. Habita en zonas de Brasil, Colombia, Guyana, Surinam y Venezuela. En general habita en tierras y pastizales bajos.
Esta especie es reservorio del virus Guanarito de la fiebre hemorrágica venezolana.